# 1,3-Propandiol
1,3-Propandiol eller trimetylenglykol är en glykol av propan med formeln C3H6(OH)2.

## Framställning
1,3-Propandiol kan framställas genom oxo-syntes av etenoxid (C2H4O).
{\displaystyle {\rm {C_{2}H_{4}O+CO+H_{2}\rightarrow C_{3}H_{6}(OH)_{2}}}}
Alternativt genom hydrogenering av akrolein (C3H4O) löst i vatten.
{\displaystyle {\rm {C_{3}H_{4}O+H_{2}O+H_{2}\rightarrow C_{3}H_{6}(OH)_{2}}}}

## Användning
Trimetylenglykol används till största delen för att bilda polymerer med andra organiska föreningar.
Inom organisk syntes används trimetylenglykol som kemisk skyddsgrupp för ketoner och aldehyder. Mellansteget 1,3-dioxan är bara stabilt under alkaliska förhållanden och bryts snabbt ner till trimetylenglykol och karbonylförening igen.